# Svinice
Svinice – wieś (obec) na Słowacji położona w kraju koszyckim, w powiecie Trebišov. Pierwsze wzmianki o miejscowości pochodzą z roku 1311. 
Według danych z dnia 31 grudnia 2012, wieś zamieszkiwało 239 osób, w tym 111 kobiet i 128 mężczyzn.
W 2001 roku rozkład populacji względem narodowości i przynależności etnicznej wyglądał następująco:
- Słowacy – 2,95%
- Romowie – 8,02%
- Węgrzy – 89,03%

Ze względu na wyznawaną religię struktura mieszkańców kształtowała się w 2001 roku następująco:
- Katolicy rzymscy – 61,6%
- Grekokatolicy – 12,24%
- Ateiści – 0,84%
- Nie podano – 0,42%